# 旭川刑務所

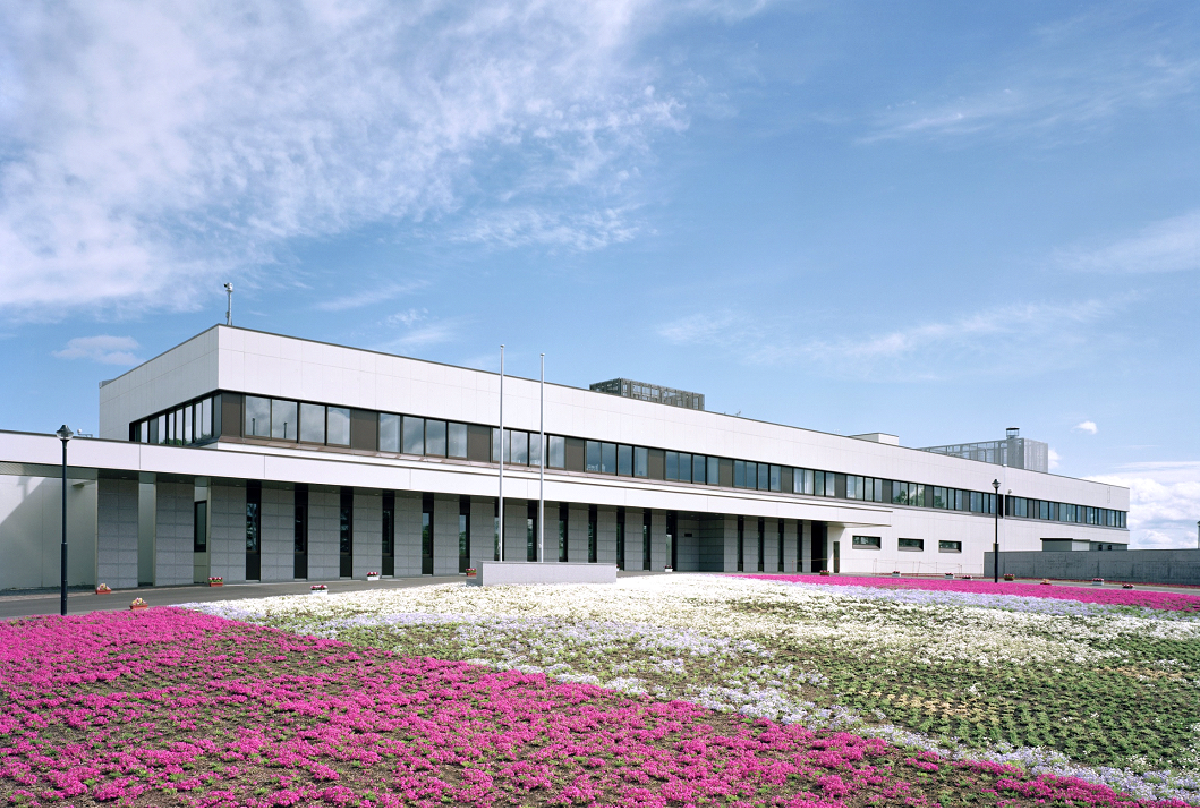
旭川刑務所 外観

旭川刑務所（あさひかわけいむしょ）は、法務省矯正局の札幌矯正管区に属する刑務所。
下部機関として名寄拘置支所の1か所の支所を持つ。

## 所在地
- 〒071-8153 北海道旭川市東鷹栖三線20-620 
  - JR北海道 函館線・宗谷線・石北線・富良野線 旭川駅から、道北バスで10線22号行に乗車3線20号下車徒歩約1分

## 歴史
- 1947年（昭和22年）4月 - 札幌刑務所旭川刑務支所から本所に昇格。名寄刑務支所を旭川刑務所の支所とした[1]。
- 1949年（昭和24年）7月16日 - 西神楽農場が正式に設けられた[2]。
- 1968年（昭和43年）12月12日 - 旭川市八条通13丁目から東鷹巣村に移転[3]。

## 収容分類級
- B級…再犯者または反社会集団への所属性が強く、反抗的で協調性に欠けて犯罪傾向が進んだ短期受刑者。
- LB級…執行刑期が十年以上(無期刑含む)で、かつ犯罪傾向が進んだ者。

無期刑の者が三分の一を占め、L級とB級の特性を併せた処遇困難者（長期収容の再犯者）が多いとされている。

## 収容定員
- 371人

## 組織
所長の下に2部1課を持つ2部制である。
- 総務部（庶務課、会計課、用度課）
- 処遇部（処遇担当、企画担当）
- 医務課

## 外観・設備

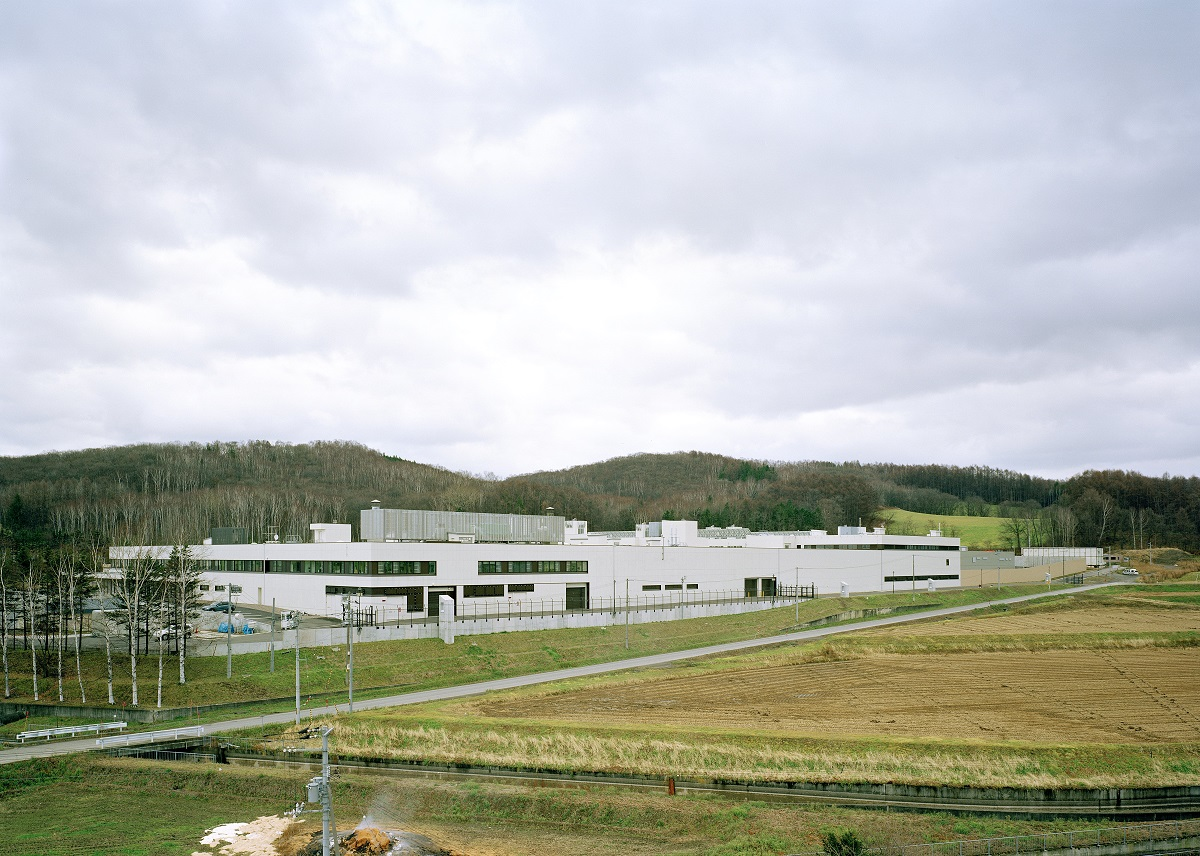
外観

- 服役しながら溶接技術を学習できる訓練施設がある。
- 農場では野菜の生産が行われている。
- 刑務作業では木工・印刷・革工などの作業が行われ、長期受刑者が多い特性を生かし高い技術で良質の製品が送り出されている。
- 旭川刑務所から道央自動車道（比布JCTから旭川北ICの間）が見える。また、走行中に刑務所の外観全体が見える。

拘置区が併設されている。

## 著名な受刑者
- 徐裕行 - 村井秀夫刺殺事件の犯人
- 石間春夫 - ヤクザ
- 泉水博 - 獄中者組合創立者。超法規的措置による釈放後日本赤軍に合流